# Sobrescobio
Sobrescobio (en asturiano: Sobrescobiu) es un concejo de la comunidad autónoma del Principado de Asturias, en España.

## Geografía
Está situado en la zona montañosa suroriental de la región, y se encuentra encuadrado dentro de la mancomunidad del Valle del Nalón. Limita al norte con los concejos de Piloña y Caso, al sur con Aller, al este con el de Caso y al oeste con Laviana. Tiene una extensión de 69,44 km² y cuenta en la actualidad con una población de 876 habitantes. El nombre deriva de «super-escopulum, sobre el escobio», nombre este que se da a los desfiladeros y que aquí se refiere al paso de entrada al concejo. Las comunicaciones se articulan en torno a la carretera regional AS-17, que sigue el curso del río Nalón. Cuenta, a su vez con otras carreteras locales, completando de este modo una más que aceptable red viaria.
Desde el punto de vista geológico Sobrescobio se encuentra en la llamada Región de Mantos que está formada por escamas, que son unas unidades morfológicas donde se concentran las áreas de mayor altitud y están compuestas por materiales tales como calizas y cuarcitas. En el límite de estas escamas se encuentran pequeñas manchas carboníferas que constituye una cubeta de pizarra limitada por calizas en la parte central del concejo.
Respecto a su orografía hay que destacar que el concejo presenta unas elevaciones de bastante altitud y pronunciadas pendientes. Así la mayor parte de la superficie tiene una altura comprendida entre los 400 y 1200 metros con pendientes de más del 50%. Sus accidentes montañosos más destacados son, por la zona oriental, la sierra de Mermeya, que va desde el pico Retriñón, altura máxima del municipio con 1862 m s. n. m., hasta la presa de Tanes. En ella se encuentran picos como el Moroma con 1660 m s. n. m., La Frayá de 1403 m s. n. m., Riegos con 1384 m s. n. m., y La Mezquita de 1312 m s. n. m. En la zona occidental, encontramos la sierra del Crespón donde se incrustan picos como el Corbellosu de 1282 m s. n. m., Argañosa de 1144 m s. n. m., o Les Plumes con 1222 m s. n. m. . En la parte septentrional destacan altitudes como La Xamoca con 1283 m s. n. m., o La Garba de 1132 m s. n. m. Ya en el Límite con Aller por el sur divisamos numerosos picos como el Praera, La Forcá o el Cuitu Santibáñez, todos ellos con alturas cercanas a los 1600 m s. n. m.
La red hidrográfica del concejo viene representada principalmente por el río Nalón, que atraviesa el concejo entre las montañas del norte y del interior con una orientación este-oeste, formando algunas vegas importantes como la de Rioseco. El río se encaja en desfiladeros al atravesar la zona caliza y aprovechando las estrechuras de estos lugares se construyen las presas de Rioseco y de Tanes, sirviendo de reserva de agua tanto en el concejo como en su vecino concejo de Caso. El afluente más destacado del Nalón en Sobrescobio es el río del Alba que recorre el concejo de sur a norte, recogiendo a su paso cantidad de aguas procedentes de pequeños arroyos.
Su clima se puede considerar como templado y húmedo, sin temperaturas extremas y con bastante pluviosidad. La temperatura media veraniega es de 18,1 °C, y la media invernal es de 4,2 °C. Son frecuentes las apariciones de las nieblas y las corrientes de viento del noroeste.
De su vegetación hay que decir que buena parte de la superficie del municipio se encuentra encuadrada dentro del parque natural de Redes, en el que se conserva todavía grandes manchas de hayas y robles. También se pueden observar bosques mixtos de castaños y fresnos. Respecto a su fauna hay que decir que en tiempos pasados era común divisar por las montañas especies como venados, rebecos, jabalís, corzos y urogallos, aunque cada vez se ven menos ejemplares.

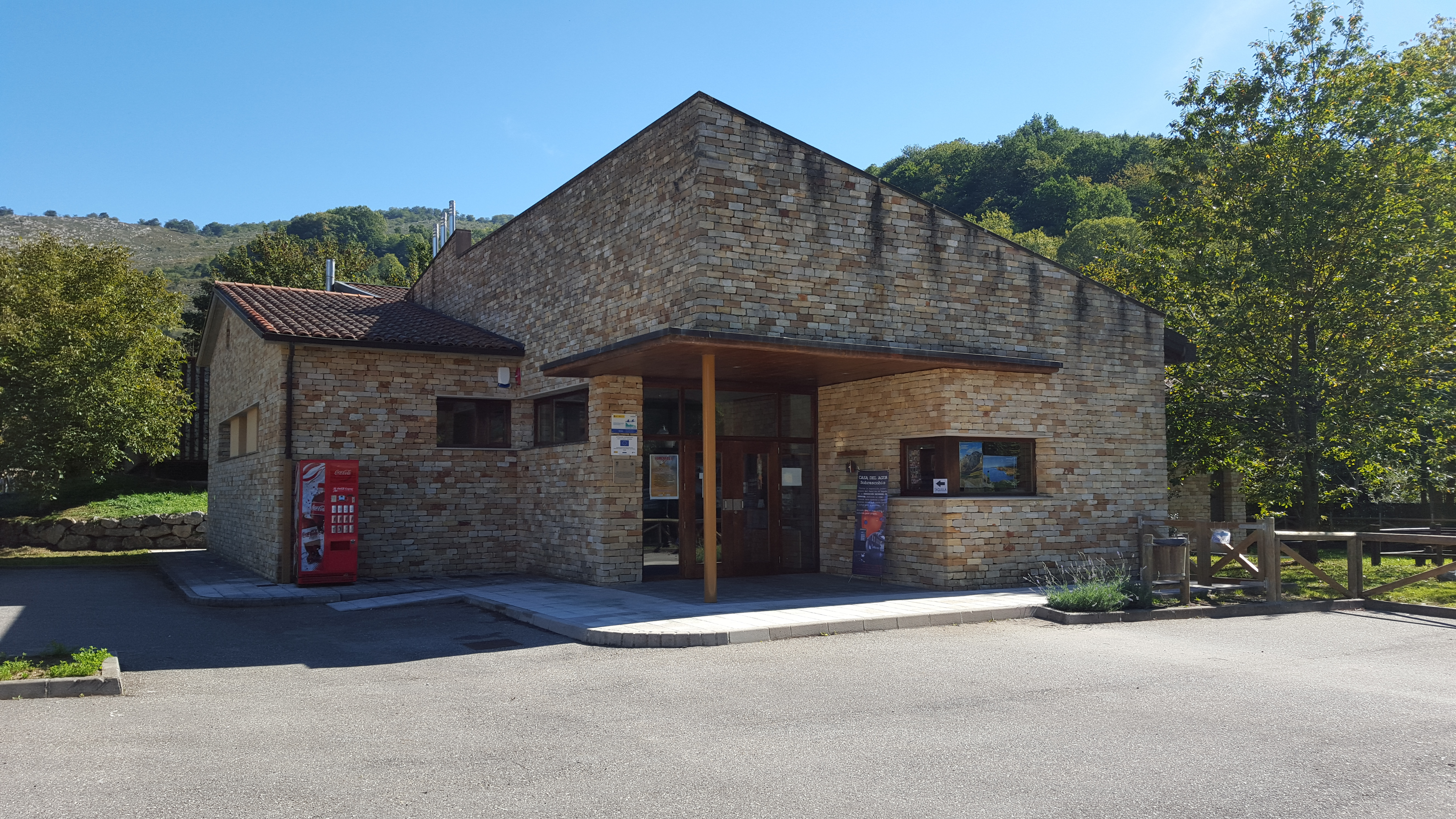
Casa del Agua

### Lugares
- Campiellos
- La Polina
- Ladines (oficialmente Llaíñes / Ladines)
- Rioseco (oficialmente Rusecu / Rioseco)
- Soto de Agües (oficialmente Soto)
- Villamorey (oficialmente Villamoréi)

### Caserías
- Anzó: se trata de un conjunto de caserías que aparecen al lado de la carrera, a medida que seguimos esta en dirección al puerto de Tarna. Actualmente existen dos restaurantes en este lugar.
- Comillera (oficialmente Comiyera): pequeñas praderías en la entrada del concejo desde Laviana; aparecen antes de la presa del pantano de Rioseco y en ellas hay una depuradora de aguas y una gasolinera.
- El Castrín: enclave del monte público conocido como el Castañero Montés (Castañeru Montés) en el que hay un área recreativa.
- La Molina: conjunto de praderías a la salida del pueblo de Rioseco en dirección al puerto de Tarna.

## Historia

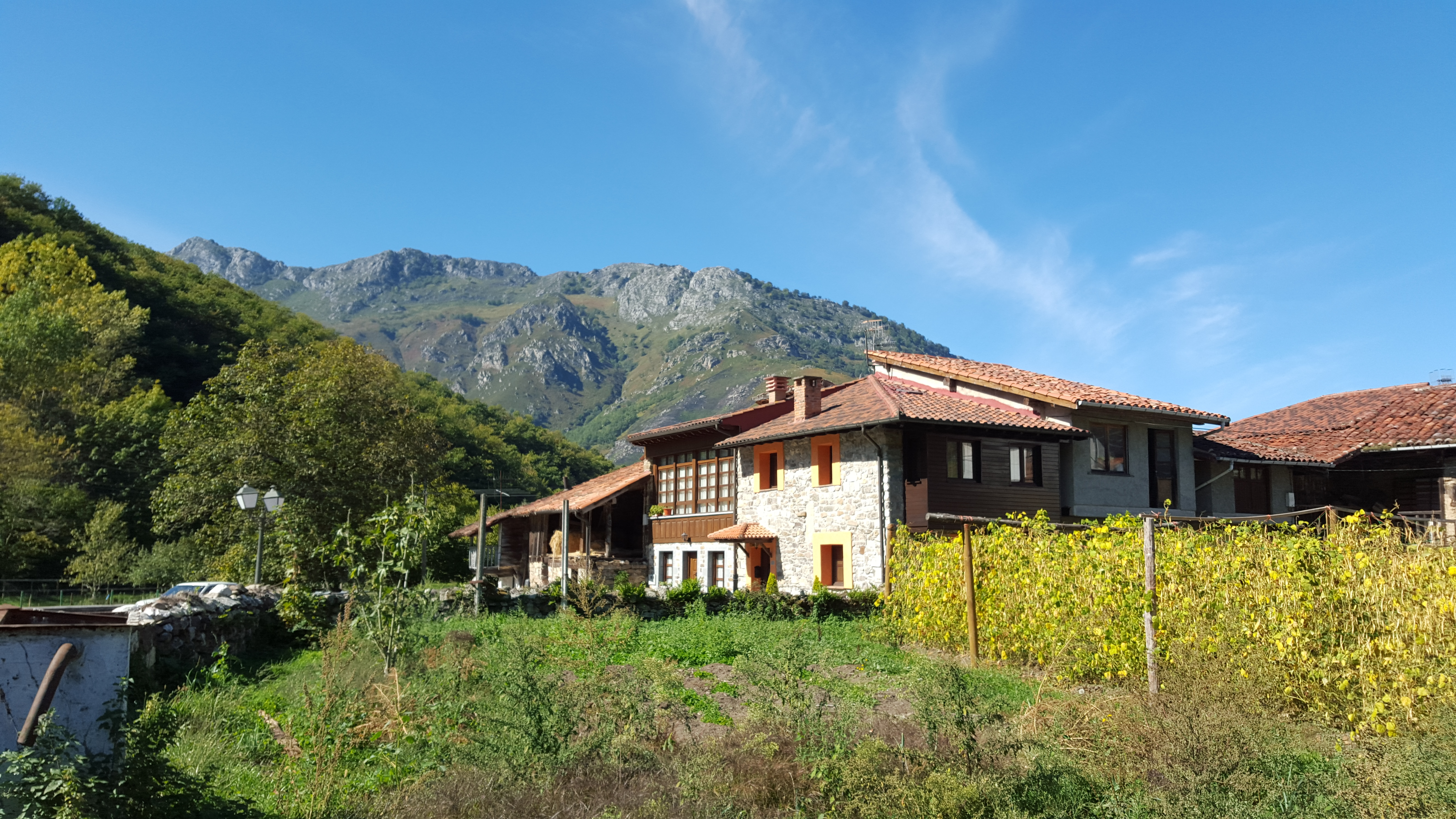
Rioseco

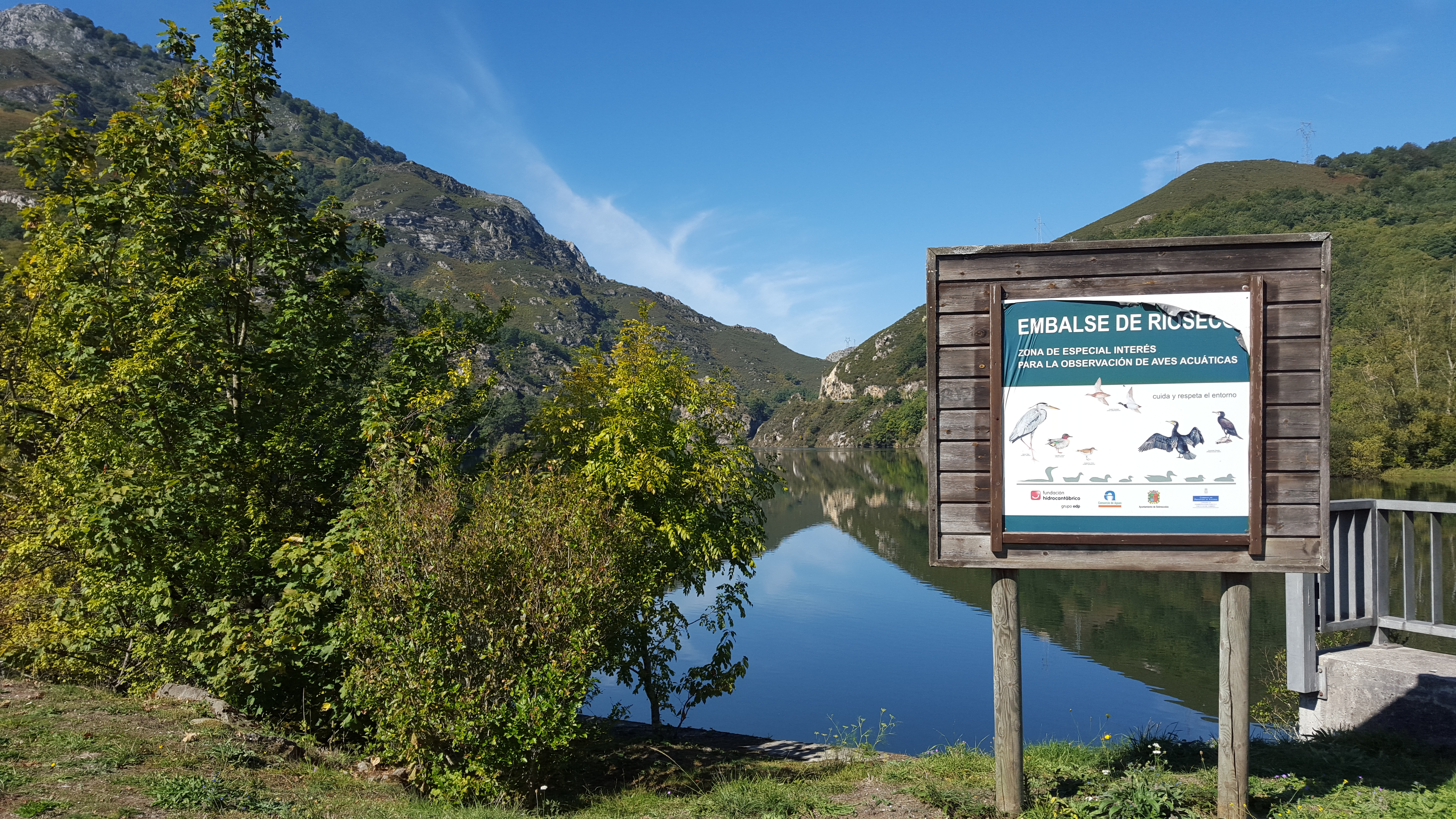
Embalse de Rioseco

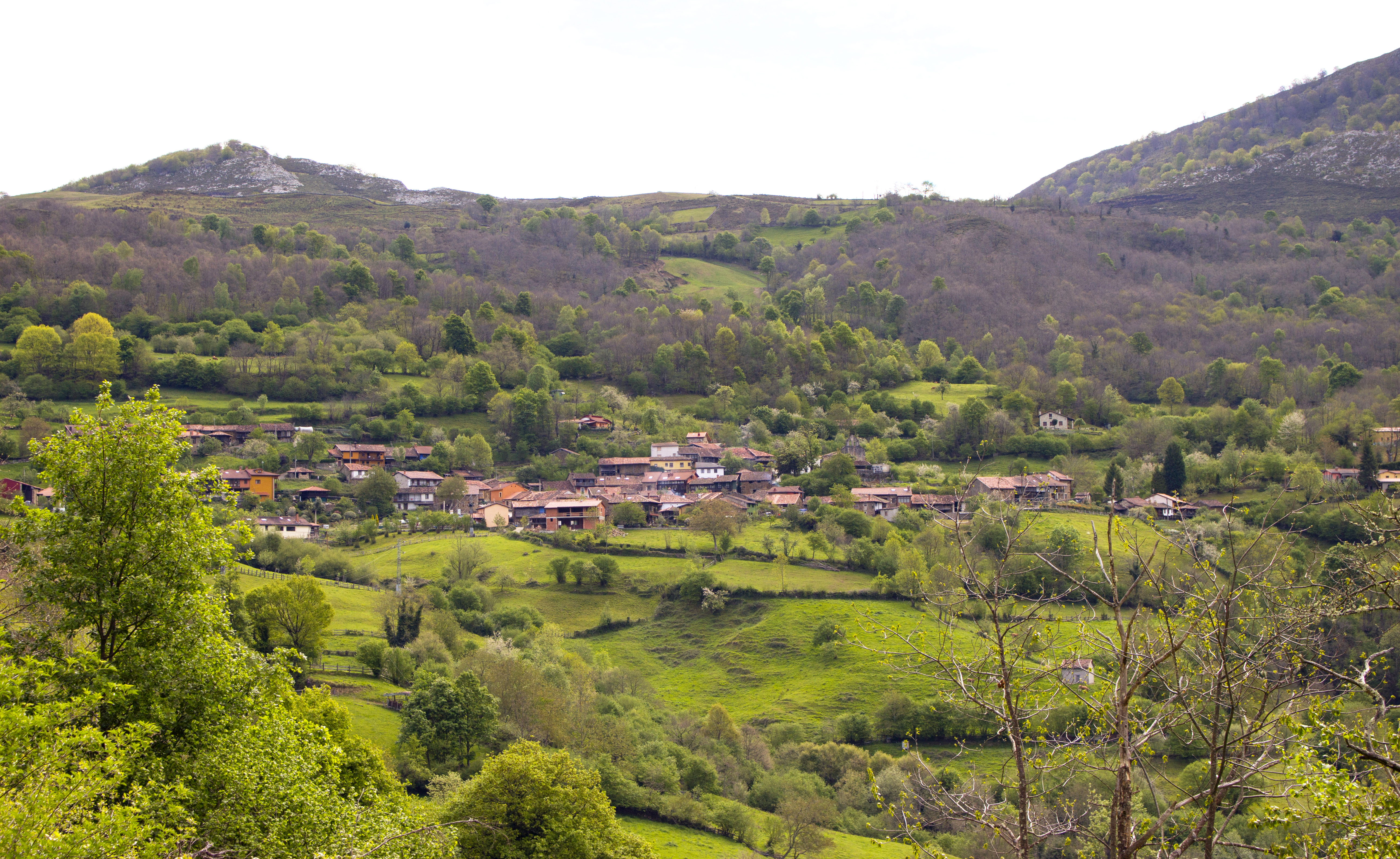
Pueblo de Ladines

Los primeros hallazgos encontrados en Sobrescobio nos remontan a épocas prehistóricas, como lo demuestran los restos tumulares encontrados en el monte Comillera y del cerro del Caón. De etapas posteriores se tiene constancia de la existencia de un castro en la zona, concretamente en La Corona de Castro, donde se aprovechaba la riqueza forestal y piscícola del municipio.
Dentro de la época de dominación romana, se sabe que estos entraron en el concejo por la ruta del Tarna con el fin de conquistar la región, construyendo en el mismo la fortaleza de Aceales, también conocido como el castillo de Villamorey. De dicha época proviene la denominación de Sobrescobio, que deriva de «super scopulum», que significa sobre el escobio o desfiladero y que hace referencia a la situación del concejo dentro de la cuenca del Nalón, tal como comentamos al inicio de la descripción del concejo.
La primera noticia documentada del concejo proviene de la donación efectuada por la dama Ildoncia en el año 980 al monasterio de Sahagún de una villa en el territorio de Submancia, valle de Flavania en el lugar de Aubiniana (Oviñana). En 1185, el monarca Fernando II cedió a la orden de Santiago el castillo de Sobrescobio con todas sus pertenencias y derechos. Varios fueron los encomendadores que rigieron el poder del concejo por gracia de la iglesia de Santiago, como Núñez Froilaz en el siglo XII y el poderoso Rodrigo Álvarez de las Asturias en el siglo XIV, quien cedió el poder al hijo bastardo de Alfonso XI, Enrique II. Precisamente durante el reinado de Alfonso XI, en 1344, este otorga la Carta Puebla al municipio estableciéndose el núcleo poblacional en el Coto de Oviñana.
En 1504, todavía bajo dependencia de la Orden de Santiago, el territorio adquiere la condición de Municipio. En 1528 las gentes de Sobrescobio protestan ante los representantes de la férula Santiaguesa porque personas de concejos limítrofes de realengo entraban en su territorio a dejar sus rebaños a pacer, cortar leña de sus árboles y apoderarse del poder piscícola. Así el monarca Felipe II pone en venta, mediante el sistema de pública subasta, el coto de Sobrescobio. Las gentes de Sobrescobio elegirían como representantes para tal subasta a D. Pedro Díaz del Prado y Diego Fernández de Ladines, siendo el sistema de subasta utilizado, realizar ofertas de compra mientras dure una vela encendida. El poderoso Pedro Solís, regidor de la ciudad de Oviedo, inicia con 600 000 maravedíes la primera puja, a la que van sucediéndose varias alzas en la oferta hasta llegar a los 800 000 maravedíes ofrecidos por el Señor Solís que hace enmudecer a la sala y pensar que esta sería la última oferta que se realizaría por el municipio, con lo que el terreno pasaría a depender de alguien nuevamente. Pero cuando la vela estaba llegando a fundirse definitivamente, representantes vecinales aumentaron en 10 000 maravedíes la oferta, negándose el Señor Solís a aceptar dicho resultado y apelando al rey, que en 1568 concede al municipio independencia y autonomía propia. Desde 1598 Sobrescobio forma parte de la Junta General del Principado, ocupando el asiento número 45 y perteneciendo al partido de la obispalía, que incluía a los concejos redimidos del poder eclesiástico.
Durante la Guerra de la Independencia, hay que destacar la entrada de las tropas del general Gómez por el puerto de Tarna, así como la lucha de las gentes de la zona contra las fuerzas del general Francés Bonet. Durante las contiendas carlistas, el municipio siempre se caracterizó por su lealtad a la causa constitucional.
La capital del concejo se mantuvo hasta el año 1929 en la pequeña localidad de La Polina, fecha en la que el ayuntamiento se traslada a su ubicación actual que corresponde a Rioseco. De las luchas revolucionarias del 34 así como de la guerra civil española, hay que decir que Sobrescobio no fue tierra de combates importantes, cayendo en manos franquistas en 1937. Las épocas posteriores caminaron entre la pérdida paulatina de la población, y la implantación de un emergente y novedoso turismo rural, que puede hacer que el concejo crezca de manera considerable desde el punto de vista económico y social.

## Demografía
Sobrescobio cuenta con una población de 845 habitantes (INE 2024).
| Gráfica de evolución demográfica de Sobrescobio entre 1842(1) y 2021                                                                                            |
| |
| (1) En este censo se denominaba Sobrescopio Población de derecho según los censos de población del INE Población de hecho según los censos de población del INE |

Sobrescobio se caracterizó, durante el último siglo XX, por la pérdida paulatina de población con periodos donde esta caída se ralentiza un poco pero sin llegar nunca a detenerse. La proximidad de los centros mineros en la región no sirve aquí para parar esta caída, más bien lo contrario, aunque en estos últimos años se está observando que parte de la población del municipio trabaja fuera pero conserva el lugar de residencia en el concejo. Estas circunstancias alteran, en gran medida, la estructura demográfica en la zona presentándose una pirámide poblacional en la que predominan las personas mayores de 50 años, estando bastante equilibrada la relación entre sexos.
Tres son las parroquias incluidas en el concejo, que son las de Laines, Oviñana y Soto, concentrándose la mayoría de la población en las vegas de los valles del río Alba y el Nalón, siendo Sobrescobio, Soto de Agues y Villamorey los núcleos más poblados.
Respecto a la actividad económica del concejo hay que decir que esta se articula, principalmente, en torno al sector primario que genera más del 59,90 % de los empleos locales. La ganadería centra la mayoría de las vidas del concejo, siendo la cabaña vacuna la más numerosa en la zona, habiendo una clara especialización en torno a la producción cárnica, aprovechando los pastos que se dan en todo el concejo.

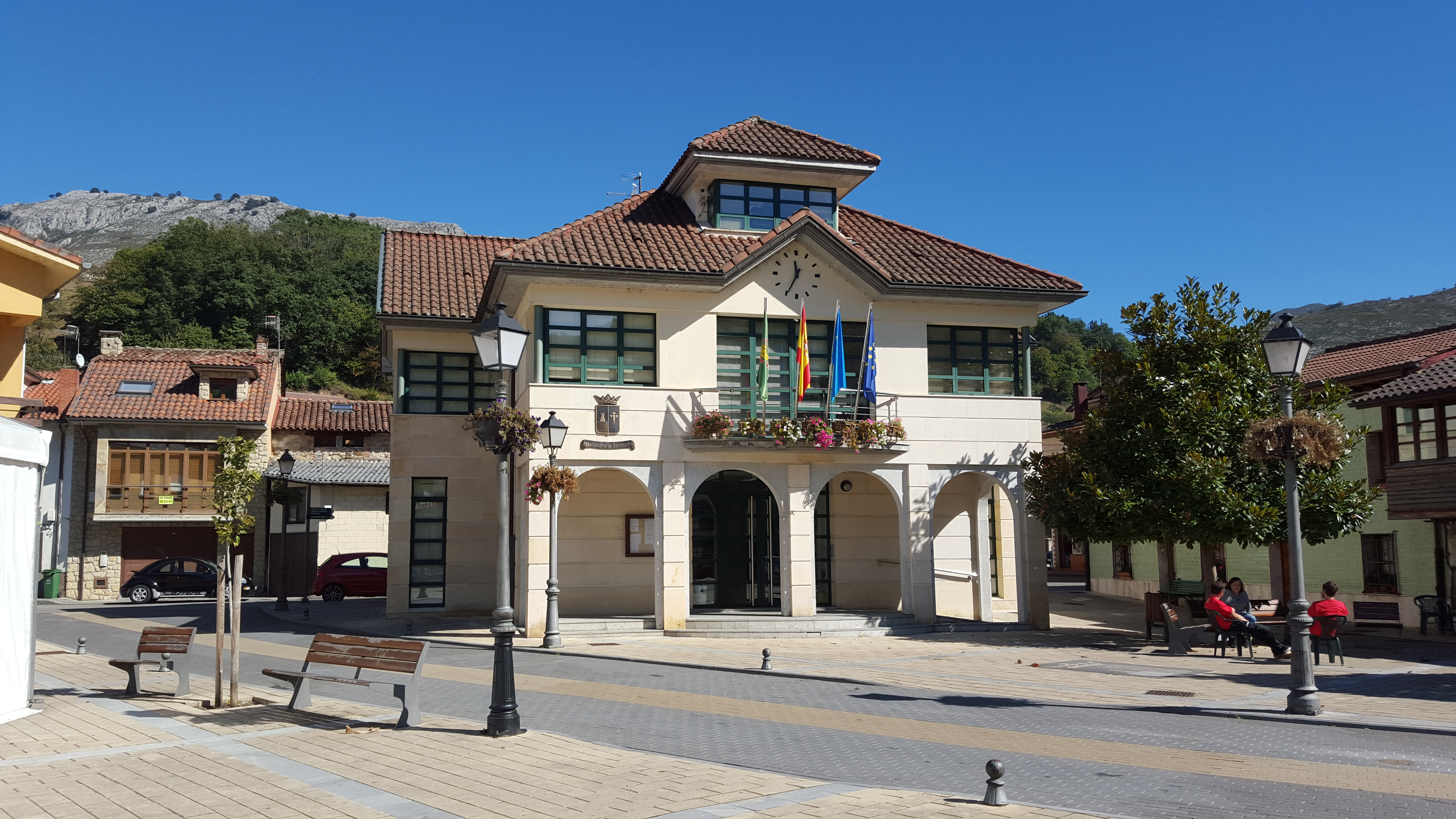
Casa consistorial

El sector industrial tiene una representación en el municipio del 13,02 % de la población activa, siendo la rama de producción de energía eléctrica, la que más empleo da al concejo. Estas industrias aprovechan uno de los elementos más significativos del concejo y que se trata del agua, elemento fundamental en la vida humana. Otras ramas con representación son la maderera y la alimentaría.
En cuanto a su sector terciario, hay que decir que este en el concejo ocupa a un total de 27,08 %, representando un aumento cada vez más acusado. La hostelería y el comercio son las ramas con mayor implantación en Sobrescobio, siendo cada vez más frecuente la presencia de turistas que visitan el territorio municipal, y aprovechan para visitar entre otros paisajes, el parque natural.

## Administración y política

### Gobierno municipal
En el concejo de Sobrescobio, desde 1979, el partido que más tiempo ha gobernado ha sido el PSOE. El actual alcalde es Marcelino Martínez Menéndez.
| Periodo   | Nombre                        | Partido | Partido                                    |
| --------- | ----------------------------- | ------- | ------------------------------------------ |
| 1979-1983 | Samuel Arturo Carrio Álvarez  |         | Federación Socialista Asturiana (FSA-PSOE) |
| 1983-1986 | Antonio Julio Suárez Cuadrado |         | Independientes por Sobrescobio (IS)        |
| 1986-1990 | Gustavo Prado Fernández       |         | Independientes por Sobrescobio (IS)        |
| 1990-1990 | Marcelino Martínez Gutiérrez  |         | Independientes por Sobrescobio (IS)        |
| 1990-1991 | Laureano Díaz Peláez          |         | Independientes por Sobrescobio (IS)        |
| 1991-1995 | Ismael Méndez Suárez          |         | Federación Socialista Asturiana (FSA-PSOE) |
| 1995-2008 | Vicente Álvarez González      |         | Federación Socialista Asturiana (FSA-PSOE) |
| 2008-act. | Marcelino Martínez Menéndez   |         | Federación Socialista Asturiana (FSA-PSOE) |

| Partido político    | Partido político                                                                | 1979   | 1983   | 1987   | 1991   | 1995   | 1999   | 2003   | 2007   | 2011   | 2015   | 2019   | 2023   |
| Partido político    | Partido político                                                                | Ediles | Ediles | Ediles | Ediles | Ediles | Ediles | Ediles | Ediles | Ediles | Ediles | Ediles | Ediles |
|                     | Federación Socialista Asturiana (FSA-PSOE)                                      | 4      | 3      | 3      | 4      | 4      | 5      | 5      | 5      | 5      | 5      | 4      | 5      |
|                     | Partido Comunista de España (PCE)-Izquierda Unida (IU)-Bloque por Asturies (BA) | —      | —      | —      | —      | —      | —      | —      | —      | 1      | 1      | 2      | 1      |
|                     | Alianza Popular (AP)-Partido Popular (PP)                                       | —      | —      | —      | 3      | 3      | 2      | 2      | 2      | 1      | 1      | 1      | 1      |
|                     | Unión de Centro Democrático (UCD)-Centro Democrático y Social (CDS)             | 3      | —      | —      | —      | —      | —      | —      | —      | —      | —      | —      | —      |
|                     | Independientes                                                                  | —      | 4      | 4      | —      | —      | —      | —      | —      | —      | —      | —      | —      |
| Total de concejales | Total de concejales                                                             | 7      | 7      | 7      | 7      | 7      | 7      | 7      | 7      | 7      | 7      | 7      | 7      |

### Organización territorial
Rioseco es la capital del concejo de Sobrescobio desde que en 1929 se trasladase el ayuntamiento de la pequeña localidad de La Polina y está encuadrada dentro de una vega que el río Nalón forma en su parte alta. Constituye a su vez, uno de los núcleos de población más importantes del municipio, dentro de una comarca no muy habitada. Últimamente y gracias a la evolución del turismo rural parece que se empieza a notar un aumento de la actividad tanto en la capital como en el resto del concejo.
Según el nomenclátor de 2009, el concejo de Sobrescobio se divide en las parroquias de:
- Ladines (Llaíñes)
- Oviñana
- San Andrés de Agües (Soto)

## Cultura

### Fiestas y celebraciones
- Villamorey: en los primeros días de agosto fiestas en honor a San Roque.
- Rioseco: San Ginés. Fiestas en honor a este santo organizadas por la Asociación Deportivo Cultural Club La Panoya, que tiene su sede social en dicho pueblo, y que cuentan con la colaboración de vecinos, simpatizantes, así como del Ayuntamiento. Se celebran el cuarto fin de semana del mes de agosto.
- Soto de Agues: El Carmen. Se celebra el Primer fin de semana del mes de septiembre. Organizadas por la asociación juvenil Fermín Canella y con la colaboración de los vecinos, simpatizantes y empresas patrocinadoras (y el Ayuntamiento).
- Campiellos: San Nicolás. El día 10 de septiembre.
- Ladines: Nuestra Señora del Pilar. En el mes de octubre.
- Otras: La Feria de Ganado tiene lugar el último fin de semana de septiembre, y en el primero del mes octubre se celebran las Jornadas Gastronómicas del Pitu de Caleya (pollo), donde se pueden degustar algunos platos típico, como truchas, el ya nombrado pollo, o postres tradicionales.

### Arte

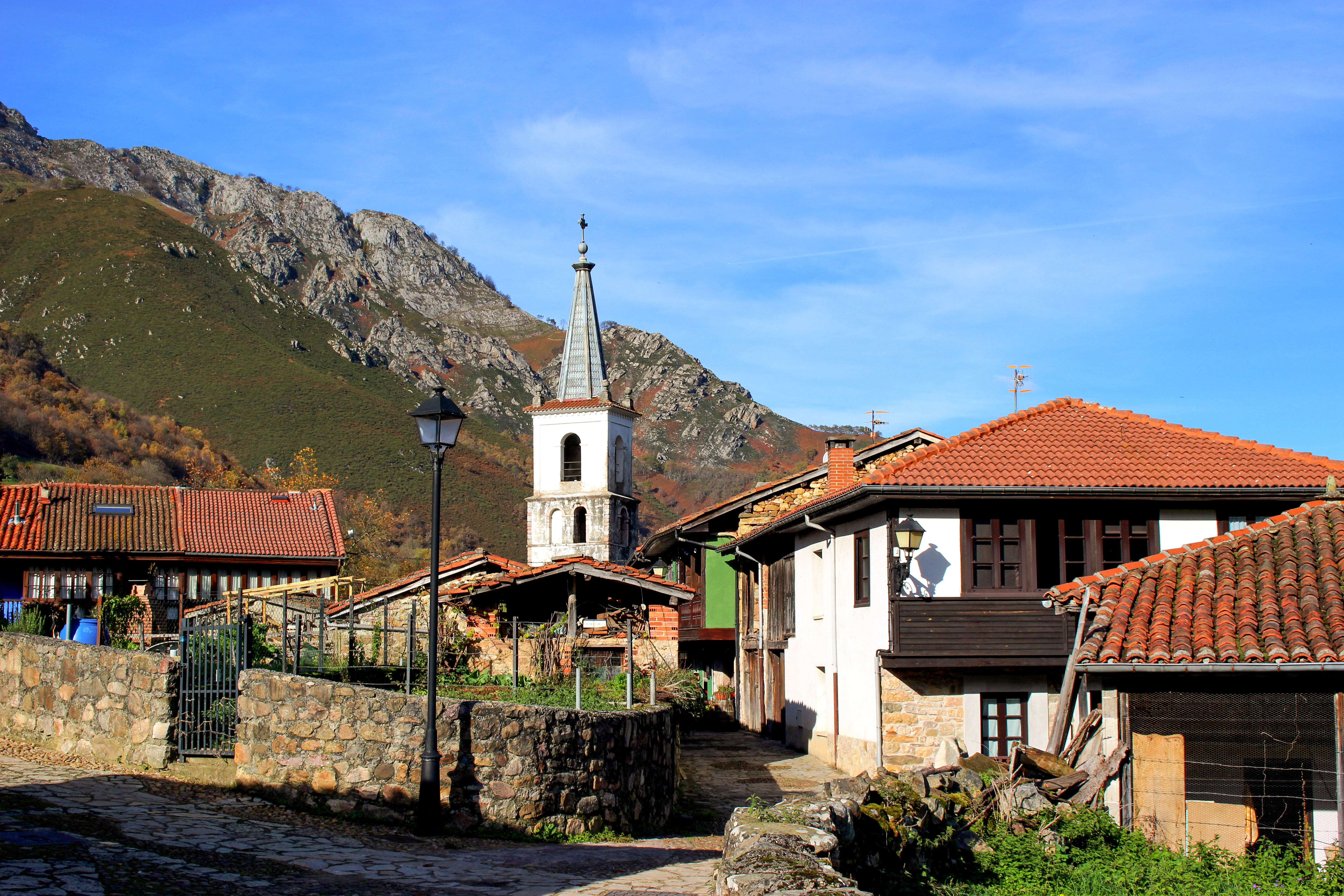
Soto de Agues

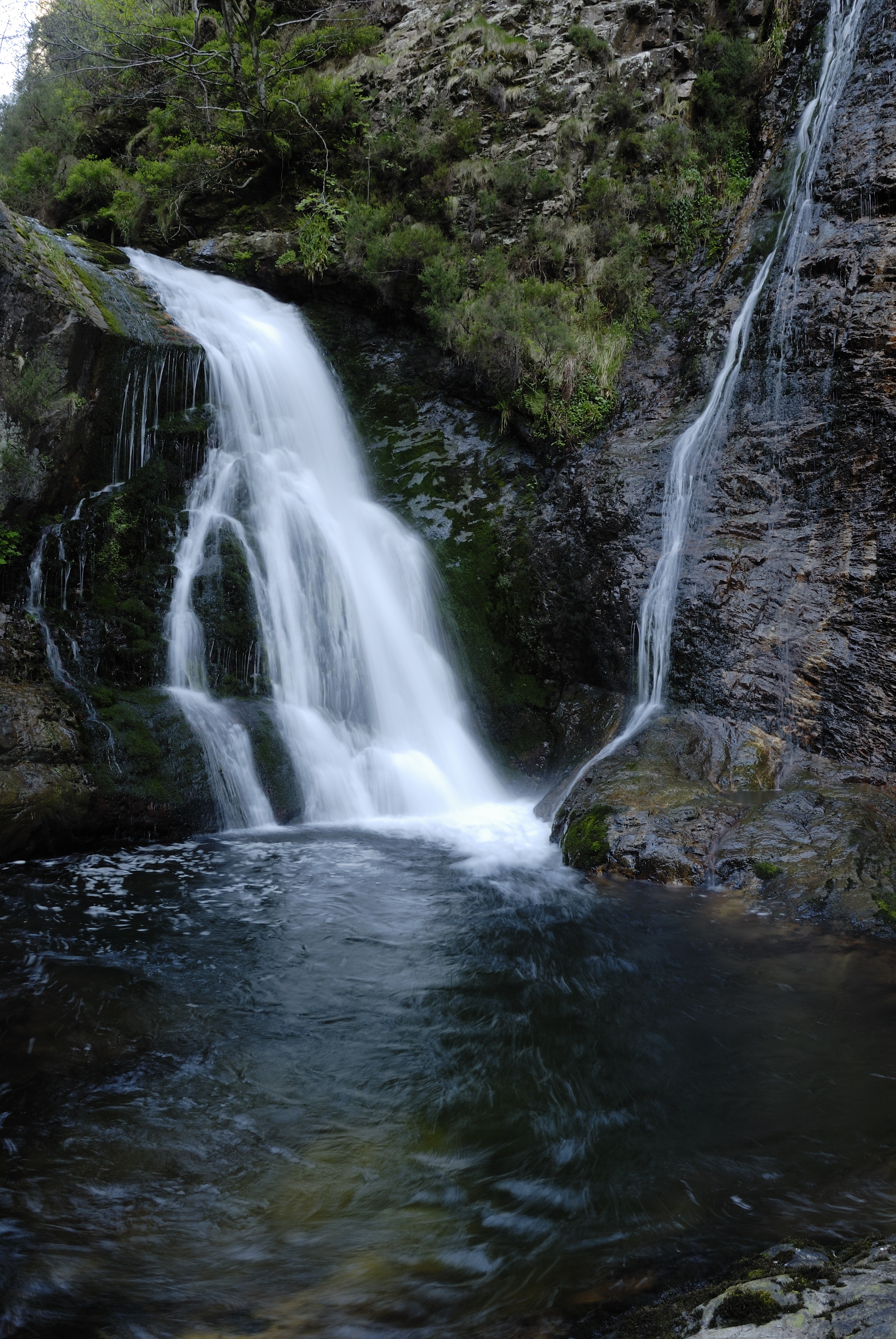
Cascada en la Ruta del Alba

Dentro de su arquitectura religiosa destacaremos la iglesia de Santa María de Oviñana, fundada en el siglo XV y reconstruida posteriormente entre finales del XVII y comienzos del XVIII por Fernando de Posada. De su construcción originaria sólo quedan pequeños restos, ya que la mayoría se destruyeron.
En Soto de Agues encontramos la iglesia parroquial de San Andrés, de principios del XIX, realizada en estilo historicista, contemplándose elementos góticos así como formas propias barrocas. Destaca el campanario con techo en aguja y el pórtico lateral.
Además de estas dos iglesias el concejo posee diversa capillas de estilo popular, realizadas entre los siglos XVII y XVIII. Dentro de éstas tenemos las de San Roque y la del Santo Ángel en el término municipal de Oviñana, así como la de San Ginés en Rioseco y Santo Toribio de Liébana.
Mayor importancia tiene en Sobrescobio el antiguo castillo de Villamorey, conocido también como el Torrexon, y que hoy se encuentra en ruinas. Está localizado en un desfiladero que da entrada al concejo por Laviana y desde donde se puede controlar el Valle del Nalón. Se especula que su origen viene de la época romana, siendo reconstruido en tiempos del monarca Alfonso I.
También se puede disfrutar en toda la zona de las viviendas de arquitectura tradicional, construidas en piedra y madera, mostrándonos unos espectaculares corredores de madera, así como diversas cabañas en los montes y cantidad de hórreos y paneras de uso agropecuario y que forman todos ellos un conjunto patrimonial de gran valor artístico.
Por último, hay que recalcar de Sobrescobio sus impresionantes paisajes que nos hacen disfrutar de la naturaleza en su estado más puro, destacando la ruta del río Alba, de gran belleza y espectacularidad, tal como lo demuestran sus cascadas. Buena parte de su superficie está declarado espacio protegido en el PORNA.

### Fiestas
Entre sus principales fiestas destacan:
En el mes de junio, las fiestas de Santa Ana en Soto de Agues el día 26. En el mes de agosto, son las fiestas de San Roque en Villamorey y las de San Ginés en Rioseco el día 25. En octubre son las fiestas de San Nicolás en Campiellos y las de El Pilar en Llaines.
Además de todos estos festejos, en los que la tradición todavía se conserva en un alto grado, hay que destacar en Sobrescobio la feria ganadera de finales del mes de septiembre a la cual concurre mucha gente, así como las Jornadas Gastronómicas del "Pitu Caleya" celebrada en el primer fin de semana de octubre, pudiendo degustar en establecimientos del concejo un singular menú compuesto de Sopa de Curruscos, Truchas con Jamón, Pitu Caleya, Quesu Casín, Licor, pan y vino, ideal para perderse en la zona y disfrutar de estos suculentos platos.

### Premio de la Fundación Príncipe de Asturias
La comunidad vecinal de Sobrescobio, compuesta por cerca de 900 habitantes repartidos en ocho núcleos de población, trabaja desde hace años en la conservación de los valores naturales, históricos, artísticos, etnográficos y culturales de la zona. A lo largo de los últimos años ha puesto en marcha iniciativas destinadas a la realización de obras comunales y actividades que fortalecen el desarrollo social y solidario de los vecinos.
Acta del jurado Reunido en Oviedo el Jurado del Premio al Pueblo Ejemplar de Asturias 2009, presidido por D. Francisco Rodríguez y actuando de secretario D. Adolfo Barthe Aza, acuerda conceder el Premio al Pueblo Ejemplar de Asturias 2009 a la Comunidad Vecinal de Sobrescobio.
Discurso del Príncipe